# Jure Borišek
Jure Borišek, slovenski šahist, * 27. julij 1986.
Borišek je velemojster z ratingom 2575 (junij 2009).
Sodeloval je na šahovskih olimpijadah; kot član druge ekipe (Slovenija B) na šahovski olimpijadi 2002 na Bledu ter kot član prve ekipe na olimpijadi 2004, 2006 in na 2008.
Borišek je bil državni članski prvak leta 2003 in 2005, ter viceprvak leta 2006.